# Alba Adriatica
Pour les articles homonymes, voir Alba.
Alba Adriatica est une commune italienne d'environ 12 500 habitants, située dans la province de Teramo, dans la région Abruzzes, en Italie méridionale.

## Géographie
Elle est connue comme l'un des «sept sœurs» de la côte nord des Abruzzes, à savoir les sept villes côtières de la province de Teramo, les six autres étant (du nord au sud) Martinsicuro, Tortoreto, Giulianova, Roseto degli Abruzzi, Silvi et Pineto.
Elle est également surnommée Spiaggia d'argento (plage d'argent) en raison de la norme de haute qualité de sa plage, qui a valu à la ville, le label de Pavillon bleu d'Europe dans les années 2003, 2004, 2007 et 2008.

## Histoire
La commune de Alba Adriatica a été créé en 1956 par scission de Tortoreto.

## Administration
| Période                                  | Période  | Identité              | Étiquette | Qualité |
| ---------------------------------------- | -------- | --------------------- | --------- | ------- |
| Depuis 04/2008                           | En cours | Franchino Giovannelli |           |         |
| Les données manquantes sont à compléter. |          |                       |           |         |

### Hameaux
Basciani, Casasanta, Villa Fiore

### Communes limitrophes
Colonnella, Corropoli, Martinsicuro, Tortoreto